# シンシナティ駅
シンシナティ駅（英語：Cincinnati Union Terminal）は、オハイオ州シンシナティウェスタン・アヴェニュー1301にある駅。 駅構内はシンシナティ歴史博物館などが併設されている。

## 利用可能な鉄道路線／列車
アムトラックの停車する列車は下記の通り。
シカゴとワシントン間の夜行長距離列車カーディナル号… 週3往復停車

## バス
当駅から乗車できるバスは以下の通り。
市内交通は、南西オハイオ交通局 (Southwest Ohio Regional Transit Authority(SORTA))が担っている。

## ギャラリー

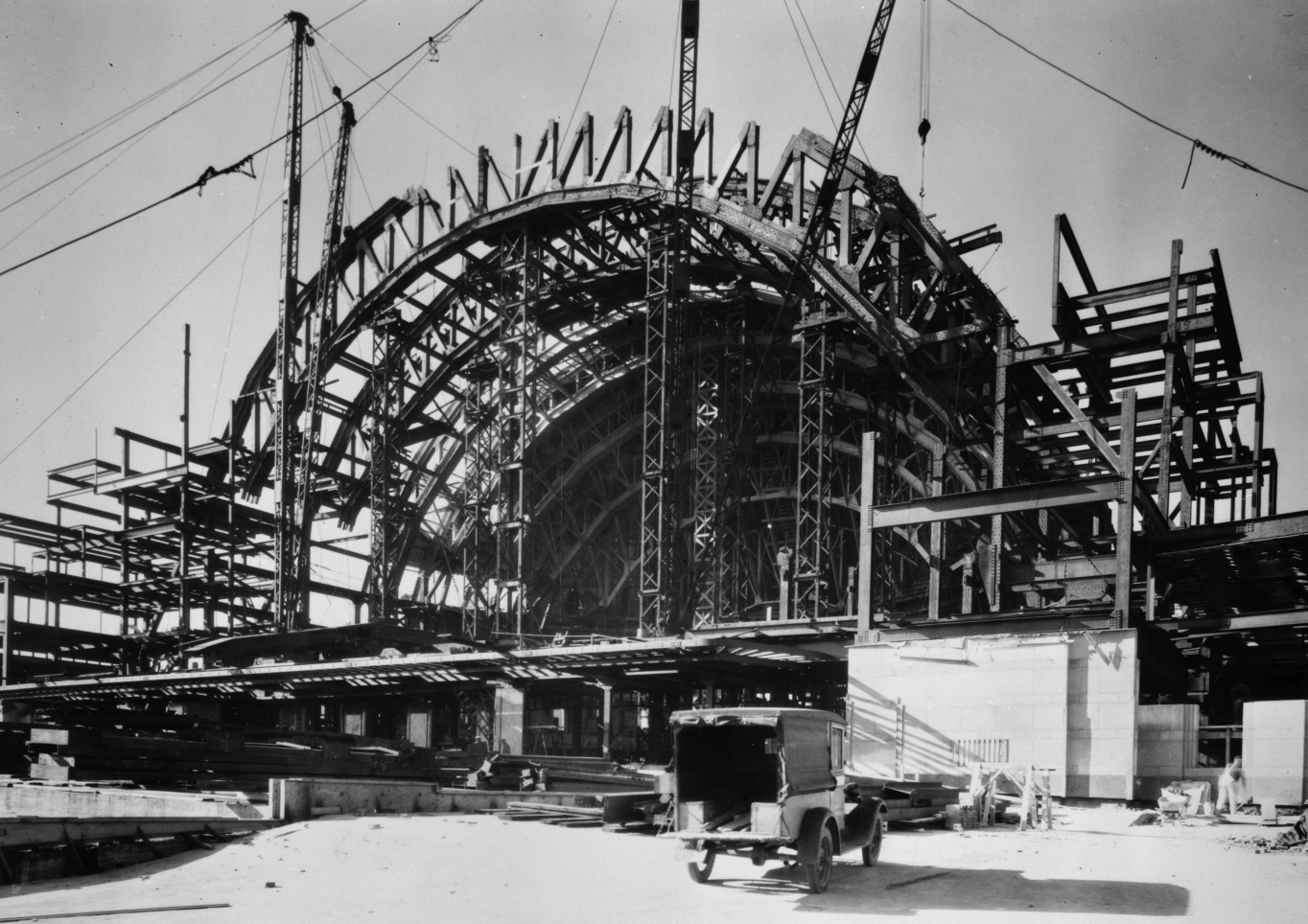
ドーム部分を施工中のシンシナティ駅
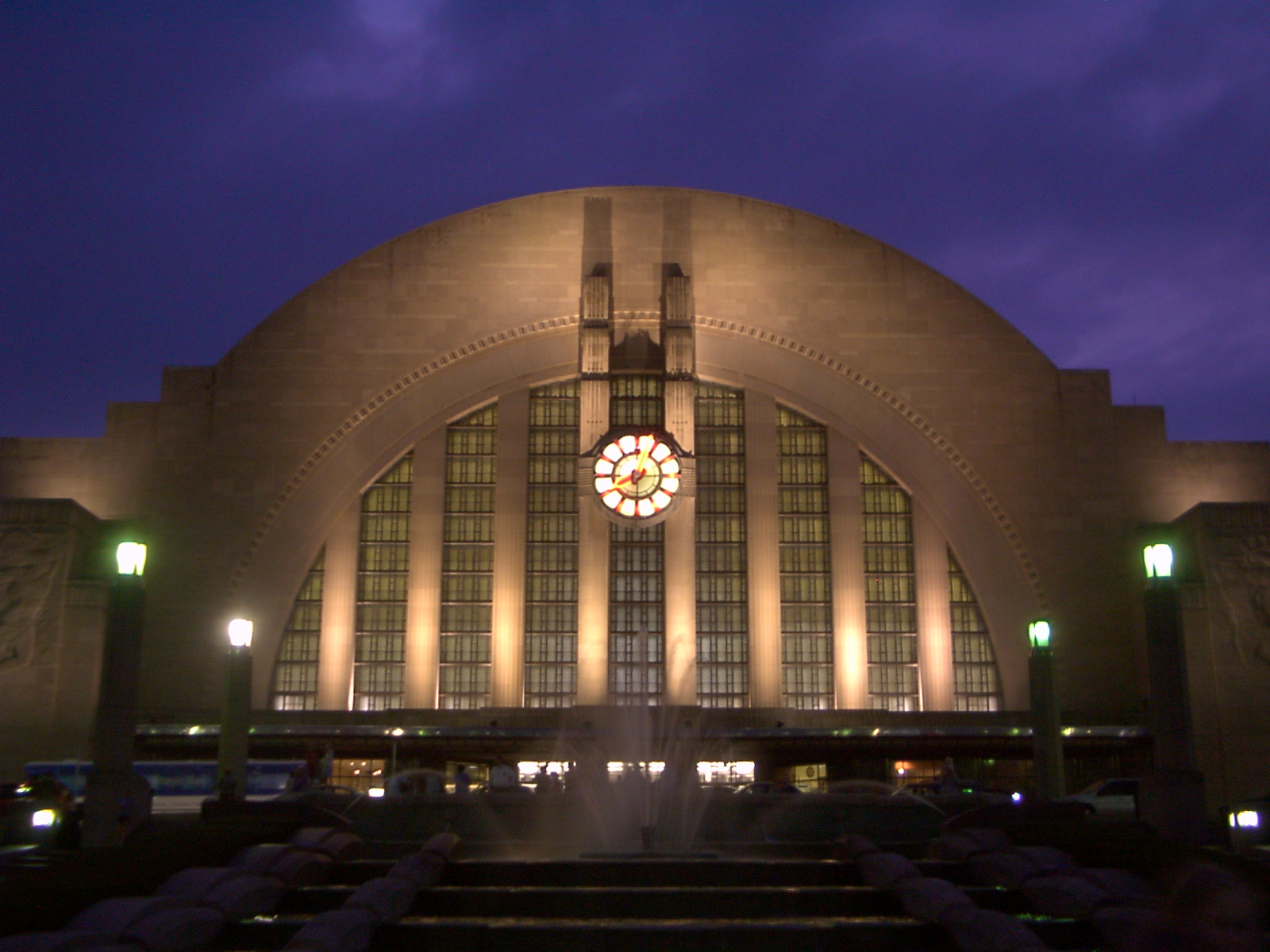
夕暮れのシンシナティ駅
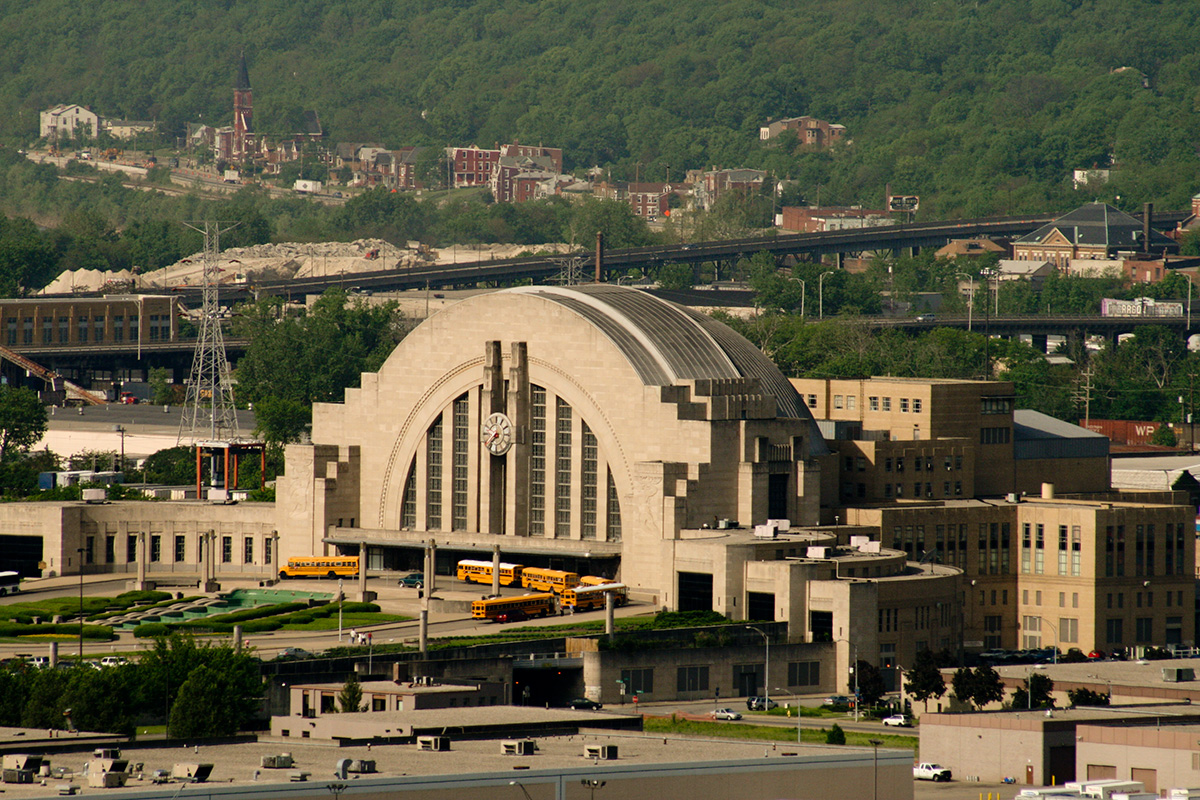
ベルヴュー・ヒル・公園より望む, 2009年
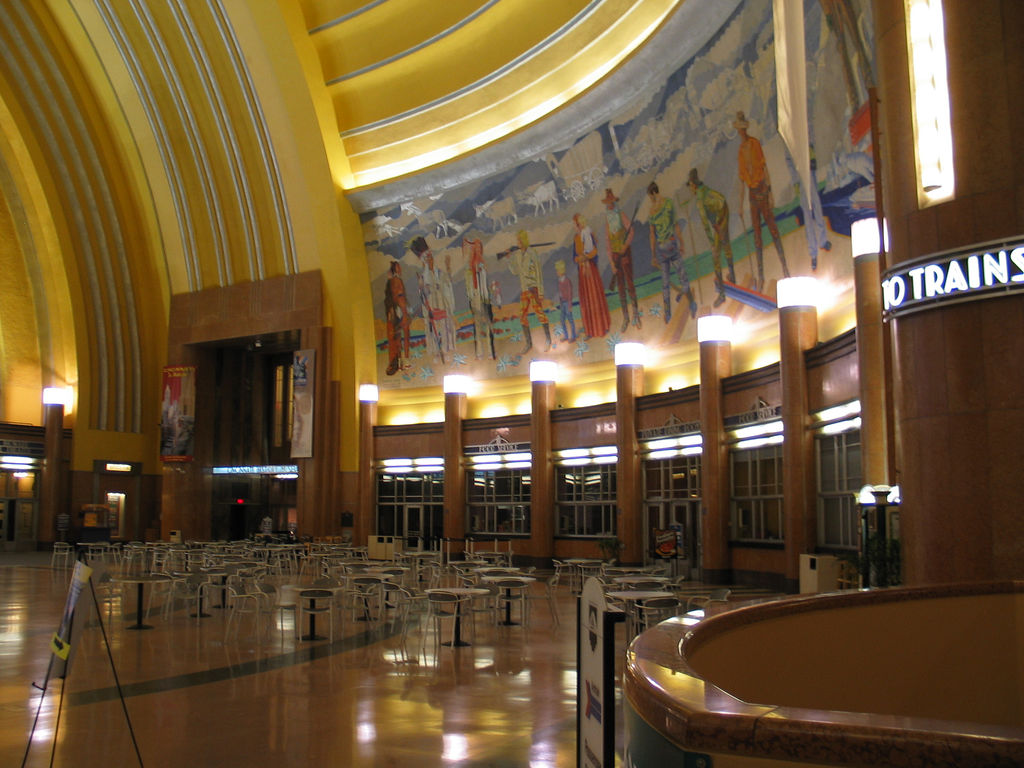
メイン・ホール